# Corydalis caput-medusae
Corydalis caput-medusae är en vallmoväxtart som beskrevs av Z.Y. Su, Lidén. Corydalis caput-medusae ingår i släktet nunneörter, och familjen vallmoväxter. Inga underarter finns listade i Catalogue of Life.